# Спишеран
Спишера̀н (на френски: Spicheren; на немски: Spichern, Шпихерн) е малък град в департамент Мозел в Североизточна Франция, предградие на Форбак. Разположен е на границата с Германия. По-голямата част от населението му са германци. Населението му към 2006 г. е около 3300 жители.

## История
Тук на 5 август 1870 г. се води битката при Шпихерн между Франция и части от Северногерманския съюз, включващ Прусия. Тази битка е част от Френско-пруската война.